# Anania flavomarginalis
Anania flavomarginalis là một loài bướm đêm trong họ Crambidae.